# Делян Иванов (футболист)
Делян Иванов (Дени) е български футболист (защитник), който играе за ПФК Нефтохимик (Бургас).
Роден е на 26 септември 2000 г. Юноша е на ПФК Левски (София).